# Hysteria (Katharine McPhee)
Hysteria è il quarto album in studio della cantante statunitense Katharine McPhee, pubblicato nel 2015.

## Tracce
1. Hysteria – 3:23
2. Feather – 2:52
3. Burn – 4:08
4. Stranger Than Fiction – 3:31
5. Lick My Lips – 2:34
6. Break – 3:26
7. Appetite – 3:11
8. Love Strikes – 3:36
9. Round Your Little Finger – 3:38
10. Only One – 4:02
11. Damage Control – 3:01
12. Don't Need Love – 3:18